# Keware Bhanjyang
Keware Bhanjyang – gaun wikas samiti w zachodniej części Nepalu w strefie Gandaki w dystrykcie Syangja. Według nepalskiego spisu powszechnego z 2001 roku liczył on 645 gospodarstw domowych i 3259 mieszkańców (1792 kobiet i 1467 mężczyzn).